# Herbert Hunger
Herbert Hunger (Vienna, 9 dicembre 1914 – Vienna, 9 luglio 2000) è stato un bizantinista austriaco.

## Biografia
Nato a Vienna, ha studiato Filologia Classica e Germanistica all'Università di Vienna, laureandosi nel 1936 con una tesi sul realismo nelle tragedie di Euripide; si occupò, almeno inizialmente, di letteratura greca classica (Euripide) ed ellenistica (Teocrito) e di storia greca (Tucidide). Combatté nella Seconda Guerra Mondiale e fu prigioniero dei russi fino al 1947.
Nel 1949 entrò nella Biblioteca Nazionale Austriaca come bibliotecario, vincitore di concorso; nel 1956 fu nominato direttore della Papyrussammlung (collezione di papiri) della stessa istituzione e mantenne la carica fino al 1962. Abilitatosi all'insegnamento universitario nel 1954, nel 1958 fu nominato professore straordinario all'Università di Vienna. Nel 1962 divenne ordinario e mantenne la cattedra fino al 1985, quando andò in pensione e divenne emerito. Fu tra i fondatori dell'Istituto di Studi Bizantini e Neogreci (Institut für Byzantinistik und Neogräzistik) dell'Università di Vienna e della "scuola viennese di bizantinistica".
Dal 1973 al 1982 fu per due mandati consecutivi presidente dell'Accademia austriaca delle scienze. Nel 1981 fu eletto all'Accademia serba delle scienze e delle arti e nel 1987 fu nominato corresponding Fellow della British Academy.
Morì nella capitale austriaca nel 2000.

## Attività di ricerca
Hunger s'interessò di pressoché ogni campo della bizantinistica, dalla catalogazione dei manoscritti alla paleografia greca e all'edizione e commento di testi anche inediti. All'inizio della sua carriera, si occupò anche di papirologia, di letteratura greca classica ed ellenistica e di bibliologia.
Tra i suoi moltissimi contributi scientifici, catalogò i manoscritti greci della Biblioteca Nazionale Austriaca; pubblicò testi inediti o male editi, come le lettere e le poesie di Giovanni Cortasmeno (XIV/XV secolo) e la Catomyomachia di Teodoro Prodromo, non ignorando i testi scientifici e storici (fu il principale promotore dell'edizione del registro del patriarcato di Costantinopoli); s'interessò di questioni di storia bizantina e dei rapporti tra l'élite letterata e il potere imperiale, con una monografia sugli elementi di imperialismo nei proemi dei testi documentari; produsse importanti studi di paleografia greca, specialmente sulle scritture minuscole librarie. Nel 1959 curò la riedizione del corpus delle favole di Esopo.
Compilò inoltre una storia della letteratura bizantina profana in lingua colta per l'Handbuch der Altertumswissenschaft e promosse e contribuì al Repertorium der griechischen Kopisten, indice critico di tutti i copisti greci noti recensiti nei fondi bibliotecari di Roma e del Vaticano, del Regno Unito e della Francia.

## Opere
Bibliografia completa:
- Peter Soustal, Bibliographie Herbert Hunger, in Jahrbuch der österreichischen Byzantinistik, vol. 50, n. 2000,  pp. 1-31.
- Peter Soustal, Bibliographie Herbert Hunger, in Andreas Kürzer (a cura di), Herbert Hunger und die Wiener Schule der Byzantinistik: Rückblick und Ausblick, Wien, 2019,  pp. 291-347.
- Lexikon der griechischen und römischen Mythologie, 1953, (8th edition 1988)
- Studien zur griechischen Paläographie, 1953
- Katalog der griechischen Handschriften der Österreichischen Nationalbibliothek, I-II, 1961-1969
- Ein byzantinischen Rechenbuch des 15. Jahrhunderts, 1963
- Prooimion. Elemente der byzantinischen Kaiseridee in den Arenen der Urkunden, 1964
- Reich der Neuen Mitte, 1965
- Die byzantinische Kats–Mäuse–Krieg, 1968
- Johannes Chortasmenos (ca. 1370—ca. 1436/37). Briefe, Gedichte und kleine Schriften, 1969
- Byzantinische Grundlagenforschung, 1973
- Die hochsprachliche profane Literatur der Byzantiner, I-II, 1978
- Das Register des Patriarchats von Konstantinopel, I-III, 1981-2001
- Repertorium der griechischen Kopisten 800—1600, I-III, 1981-1997
- Schreiben und Lesen in Byzanz: Die byzantinische Buchkultur, 1989
- Das Denken am Leitseil der Sprache, 1999

## Onorificenze

### Altri premi
- 1968: Premio Wilhelm Hartel
- 1979: Premio Città di Vienna per le discipline umanistiche